# Butterfly (album, Mariah Carey)
Butterfly je sedmé studiové album americké zpěvačky Mariah Carey, které vyšlo v září 1997.

## Informace o albu
Buttefly je první album po rozvodu s jejím manželem a manažerem Sony Music, Tommy Mottolou. A v rozhovoru pro MTV v roce 2006 se svěřila, že některé písně z alba patří k jejím nejoblíbenějším.
Kritici ale byli velmi rozporuplní. Rolling Stone popsal album jako přechodné, All Music Guide nešetřil chválou a označil desku za nejlepší, co natočila. Album obdrželo tři nominace na cenu Grammy Award.
Alba se celosvětově prodalo přes 17 milionů kusů

## Seznam písní
| Pořadí | Název                         | Délka |
| ------ | ----------------------------- | ----- |
| 1.     | Honey (videoklip)             | 5:00  |
| 2.     | Butterfly (videoklip)         | 4:35  |
| 3.     | My All (videoklip)            | 3:52  |
| 4.     | The Roof (videoklip)          | 5:14  |
| 5.     | Fourth of July                | 4:22  |
| 6.     | Breakdown (videoklip)         | 4:44  |
| 7.     | Babydoll                      | 5:07  |
| 8.     | Close My Eyes                 | 4:21  |
| 9.     | Whenever You Call (videoklip) | 4:21  |
| 10.    | Fly Away (Butterfly Reprise)  | 3:49  |
| 11.    | The Beautiful Ones            | 6:59  |
| 12.    | Outside                       | 4:46  |

## Umístění
| Hitparáda      | Umístění |
| -------------- | -------- |
| USA            | 1        |
| Japonsko       | 1        |
| Austrálie      | 1        |
| Kanada         | 1        |
| Nizozemsko     | 1        |
| Velká Británie | 2        |
| Švýcarsko      | 3        |
| Nový Zéland    | 4        |
| Švédsko        | 4        |
| Rakousko       | 5        |
| Norsko         | 5        |
| Francie        | 6        |
| Německo        | 7        |
| Maďarsko       | 25       |